# 雪野智世
雪野 智世（ゆきの ともよ、1963年11月8日 - ）は、女性のフリーアナウンサーである。神奈川県横浜市港南区出身。上智大学文学部新聞学科卒業。インセント所属。血液型はO型。

## 来歴・人物
1986年、テレビ朝日にアナウンサーとして入社した。ちなみに、フジテレビアナウンサーの阿部知代とは、大学時代の同級生で、学部・学科も同じだった。
当時は早朝ワイド番組『ヤジウマ新聞』のアシスタントとして登場した。1988年には『トゥナイト』（深夜放送）のアシスタントを務めるなど、バラエティや報道、スポーツ中継など多くの番組に出演した。トゥナイト時代の取材を基にした「愛のない少女たちへ」を上梓したこともあった。
1995年に同社を退社しフリーアナウンサーに転向後も、ゴルフ中継の実況・レポーター、旅行番組のレポーター、ニッポン放送のラジオ番組『つかちゃんとゆきののおひるはバッカ〜ン!』のアシスタント、また古巣・テレビ朝日の番組（『スーパーJチャンネル』新・怒りの導火線など）にも出演した。ゴルフに関しては実況だけでなく趣味としても取組み、ゴルフ雑誌のコラム掲載も担当したことがある。
2008年2月11日、妊娠6か月であることと出産予定の6月前後に三歳年下の不動産会社経営者と結婚（婚姻届は提出せず事実婚）した。雪野は初婚で、44歳での初産はマスメディアで話題となる。夫となる男性は再婚で前妻との間に1子がいる。同年5月14日に第1子（長男）が誕生している。
元フジテレビアナウンサーの岩瀬惠子とはゴルフ中継で知り合って以来の親友である（ちなみに岩瀬と阿部は同期である）。

## 代表作
| 期間       | 期間      | 番組名            | 役職               |
| ---------- | --------- | ----------------- | ------------------ |
| 1985年10月 | 1987年3月 | ヤジウマ新聞      | アシスタント       |
| 1987年4月  | 1987年9月 | ANNニュースセブン | 週末担当キャスター |
| 1988年10月 | 1989年9月 | トゥナイト        | アシスタント       |
| 1994年4月  | 1995年3月 | トゥナイト2       | アシスタント       |

## 著書
- 愛のない少女たち　マガジンハウス　1994年
- ローカーボダイエット　ゴマブックス　2005年
- 出産力―「いつかは赤ちゃんが欲しい」あなたへ愛と勇気のメッセージ　2008年　主婦と生活社

## 同期入社アナウンサー
- 松井康真（定年退職後、フリーアナウンサー）
- 木下智佳子（テレビ朝日福祉文化事業団）
- 曽根かおる（退職後、国際連合職員）